# Šispare
Šispare (také Shispare Sar, Šispare Sar, Shispare nebo Shisparé Sar) je hora vysoká 7 611 m n. m. nacházející se v pohoří Karákóram v Pákistánu. Leží 16 km jihovýchodně od vrcholu Batura Sar.

## Historie výstupů
Prvovýstup na vrchol Šispare byl proveden v roce 1974 polsko-německou expedicí pod vedením Janusze Kurczába. Výstup trval 35 dní a během něj byl jeden člen expedice (Heinz Borchers) zabit v lavině.
Další pokus o vrchol byl v roce 1989 japonskou expedicí, kterou vedl Masato Okamoto. Skupina byla na hoře téměř dva měsíce, ale výstup na vrchol se nezdařil - dosáhli výšky přibližně 7 200 m.
V roce 1994 dosáhla japonská expedice pod vedením Jukiteru Masuiho druhého výstupu na vrchol. Masui, Kokubu a Ozawa dosáhli vrcholu 20. července stejnou cestou jako prvovýstupci.
22. srpna 2017 stanuli Kazuja Hiraide a Kenró Nakadžima na vrcholu Šispare novou výstupovou cestou. Výstup trval 4 dny a Japonci strávili na hoře 3 noci. Za tento výstup získal japonský tým cenu Asijský zlatý cepín (ocenění podobné zlatému cepínu) v roce 2018.
Nejsou zaznamenány žádné další výstupy nebo pokusy o vrchol.